# Van der Graaf Generator
Van der Graaf Generator és un grup de música anglès de rock progressiu format el 1967 a Manchester pel seu líder Peter Hammill. Al llarg dels anys setanta no assoliren gran succés comercial al Regne Unit, però sí a Itàlia. Després de separar-se el 1978, el 2005 es reuniren i continuen en actiu; actualment la banda està formada pel mateix Peter Hammill, l'organista Hugh Banton i el bateria Guy Evans.
Tant líricament com musical els seus àlbums tendeixen a una atmosfera més fosca que no pas la resta de grups de rock progressiu, excepció feta de King Crimson, amb els quals han col·laborat. Els solos de guitarra són més excepció que no pas regla, i destaquen més l'orgue de Banton o els saxofons de David Jackson. Pel que fa a la composició, Hammill és el principal creador, per bé que tots els membres del grup s'involucren en el procés creatiu. Les lletres, escrites sempre per Hammill, tracten temes com la mort, per mor del seu interès per escriptors com ara Robert A. Heinlein i Philip K. Dick, però també pel seu tarannà obsessiu confés. La veu de Hammill és un dels altres trets distintius de la banda, que hom ha comparat amb la versió masculina de la cantant Nico.

## Història

### Primers anys

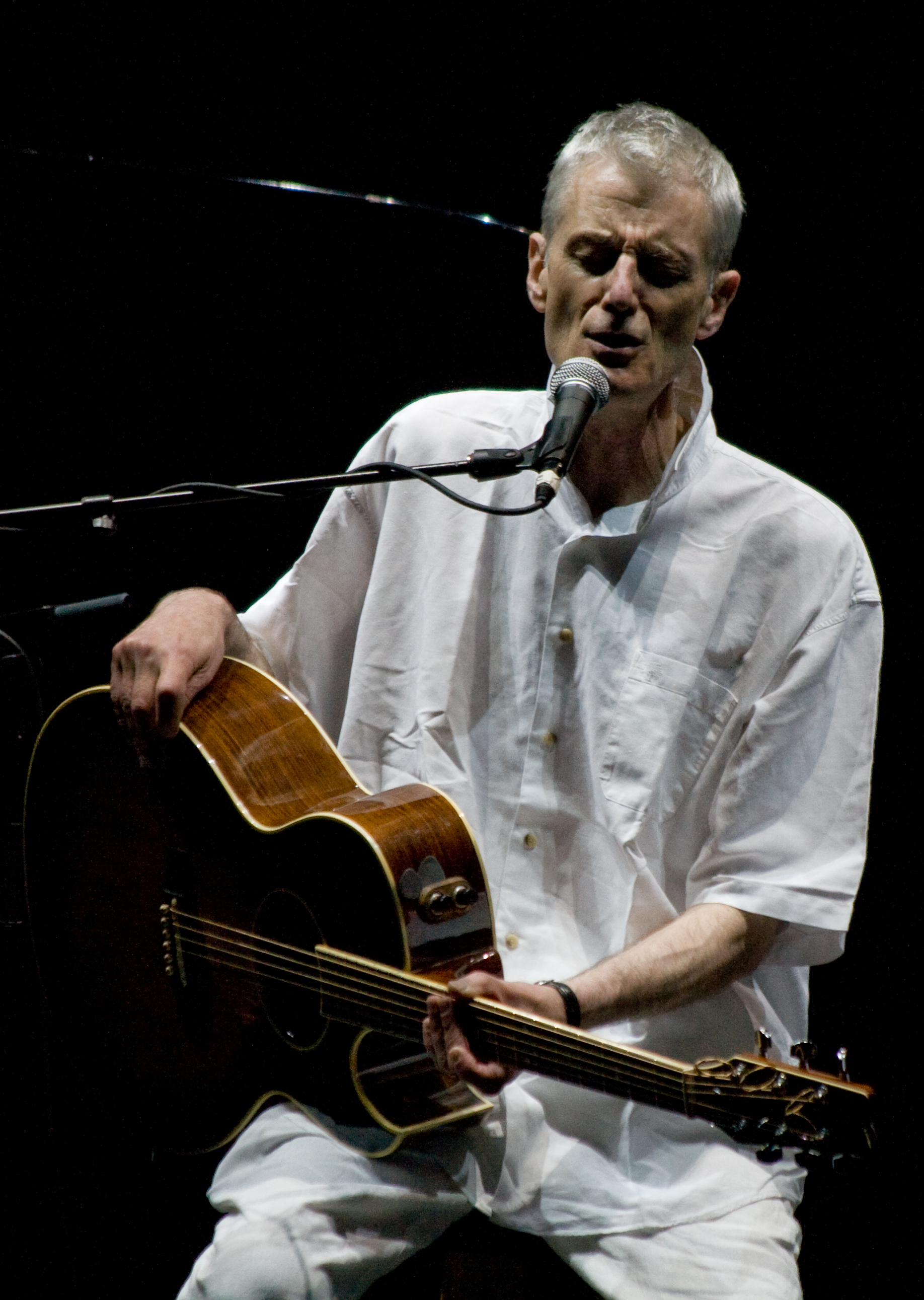
Peter Hammill el 2008

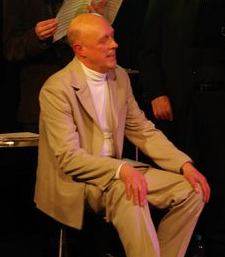
Chris Judge Smith el 2009

La banda es va formar el 1967 a la Universitat de Manchester. Chris Judge Smith, que ja havia tocat en diversos grups de rhythm and blues britànics mentre estudiava a l'Oundle School, havia tornat d'un viatge a San Francisco amb la inspiració per formar un nou grup i una llista de noms candidats. En una audició va conèixer Peter Hammill, també estudiant, que tocava cançons pròpies. Hammill havia començat a compondre i tocar a l'edat de dotze anys mentre estudiava al Beaumont College. Smith romangué impressionat amb el material de Hammill i acordaren de formar una banda plegats, que batiaren amb el nom de Van der Graaf Generator per causa del generador de Van de Graaff, una màquina que produeix electricitat estàtica i flaixos de llum inventada per Robert J. Van de Graaff, mort el mateix 1967.
Inicialment, la banda tocava peces de Cream, Jimi Hendrix, Pink Floyd i, particularment, The Crazy World of Arthur Brown, motiu pel qual contractaren un organista, Nick Pearne, que acompanyava a Hammill a la guitarra i cantant, i a Smith a la bateria i als instruments de vent. Convenceren el seu company d'universitat Caleb Bradley perquè els fes de mànager, i així el 1968 reeixiren a enregistrar una cinta que enviaren a Lou Reizner, el cap de Mercury Records al Regne Unit, el qual els oferí de fer un nou enregistrament. Fou llavors que Hammill i Smith decidiren d'abandonar els estudis universitaris per la seva carrera musical, mentre que Pearne va continuar amb els estudis i abandonà el grup.

### Trasllat a Londres

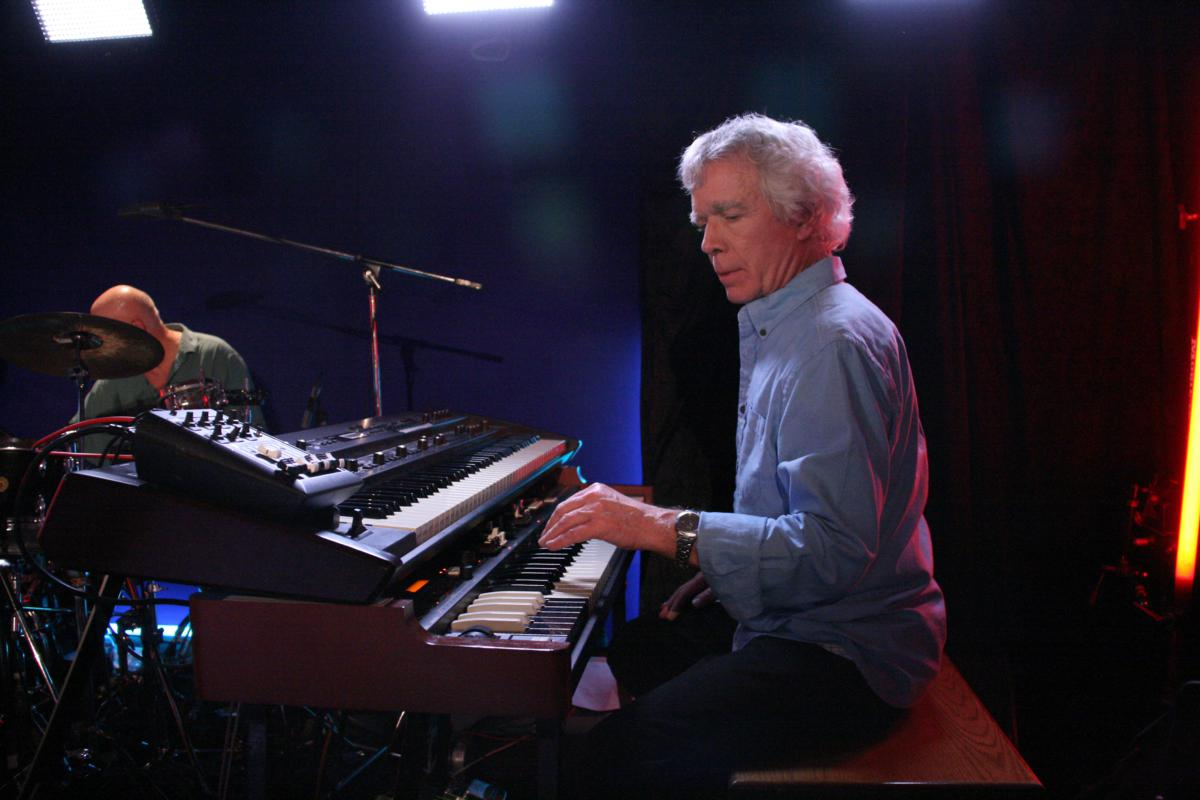
Hugh Banton el 2010

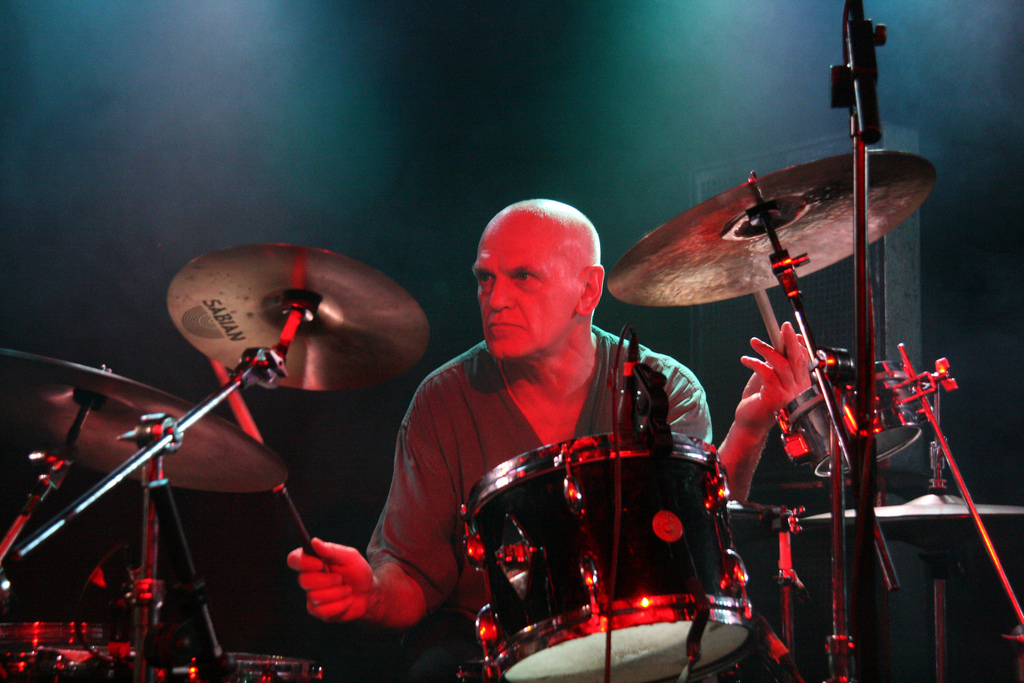
Guy Evans el 2011

Ja a Londres conegueren l'organista Hugh Banton, germà d'un amic seu de Manchester, i gràcies al seu nou mànager Tony Stratton-Smith afegiren al baixista Keith Ellis i el bateria Guy Evans entre els seus membres. Després d'un petiti incident amb la discogràfica, Smith abandonà amigablement el grup, i la resta del grup començà a tocar en concerts i a aparèixer a la BBC Radio 1. Tot i la bona recepció en els concerts, el grup tenia problemes entre la discogràfica i el seu mànager, i acabaren per dissoldre's a mitjan 1969.

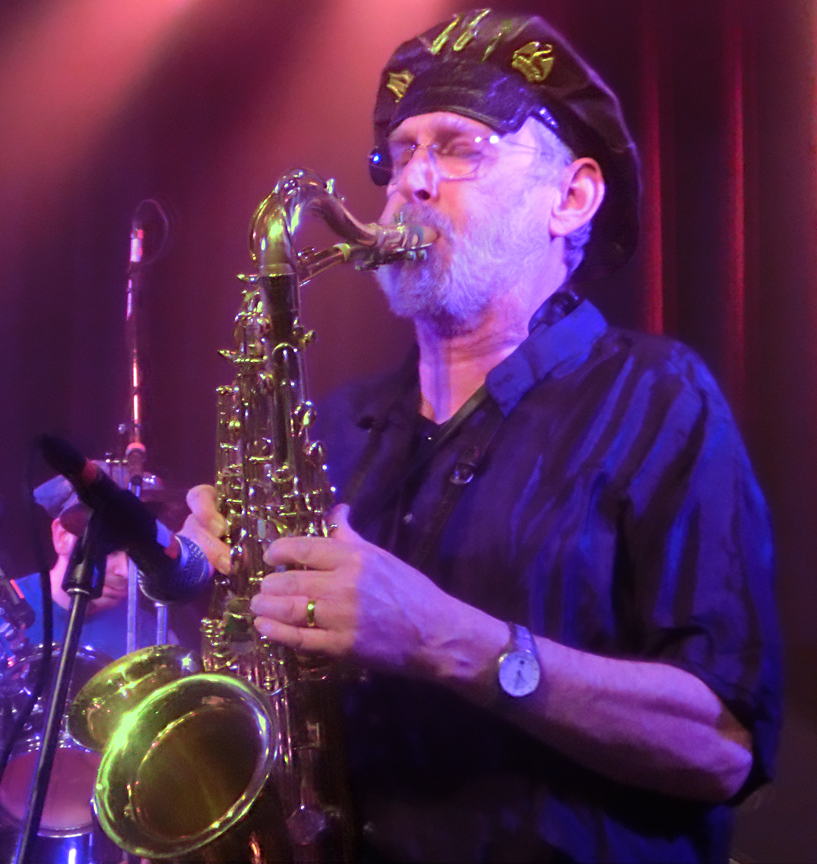
David Jackson el 2013

Hammill, que havia continuat la seva carrera, va decidir d'enregistrar un àlbum en solitari amb el material del grup, contractant els antics membres, però gràcies a un acord entre Stratton-Smith i la discogràfica el grup es va reformar a mig enregistrament amb Nic Potter, company d'Evans, com a bateria en substitució d'Ellis, que ja s'havia compromès amb la banda Juicy Lucy. El disc va aparèixer publicat el setembre de 1969 sota el nom del grup i amb el títol The Aerosol Grey Machine. El disc comptà també amb la col·laboració del flautista Jeff Peach, que la banda volgué que n'esdevengués membre, però ell declinà l'oferta, i així finalment acabaren per convèncer el saxofonista David Jackson, que Hammill havia escoltat impressionat.
La nova formació reprengué els concerts el setembre, mentre començava a evolucionar el seu so. Stratton-Smith, el seu mànager, creà la discogràfica Charisma Records, i la seva primera producció fou el segon àlbum de Van der Graaf Generator, The Least We Can Do is Wave to Each Other, el desembre de 1969. El febrer de 1970 el disc entrà dins els 50 més venuts del Regne Unit. Potter no se sentia còmode amb el so cada vegada més experimental del grup, i després dels tres primers enregistraments del tercer disc abandonà el grup, després d'un concert el 9 d'agost de 1970. La baixa es resolgué gràcies a Banton, que coneixia el treball de Vincent Crane a Atomic Rooster imitant el so del baix amb un orgue Hammond. Hammill extengué el seu rol i eventualment s'incorporava als teclats i a la guitarra, i Jackson modificà el seu saxofon perquè fos completament elèctric; tot plegat contribuí a l'evolució del so del grup.
Al llarg de 1970 continuaren de treballar en el nou disc, amb col·laboracions de Robert Fripp en la peça "The Emperor in His War-Room". "Killer" fou un reciclatge de peces anteriors, i en els crèdits hi figura l'antic membre Chris Judge Smith. Finalment, el desembre de 1970 aparegué sota el títol de H to He, Who Am the Only One, per bé que no tengué tan bones vendes com l'anterior. El quartet resultant d'aquest àlbum és considerada la formació clàssica de Van der Graaf Generator: Peter Hammill, Hugh Banton, David Jackson i Guy Evans.
Durant el tour de promoció del tercer disc, la banda començà a treballar en les peces del pròxim disc. Per bé que la intenció era de realitzar un àlbum doble la discogràfica no accedí, principalment per motius econòmics. El resultat final fou un disc de tres peces força extenses: "Lemmings", "Man-Erg" i "A Plague of Lighthouse Keepers", una peça conceptual de 23 minuts, algunes de les quals ja havien tocat en directe. L'àlbum aparegué l'octubre de 1971, i malgrat que no assolí bons resultats al Regne Unit, la seva recepció fou molt bona a Itàlia, on es mantengué entre els més venuts durant dotze setmanes.
Després de la bona recepció a Itàlia, la banda hi va fer un tour de sis setmanes a començament de 1972, seguit per dos més atesa la seva popularitat. Però a l'excessiva intensitat de les gires s'afegiren manca de suport per part de Stratton-Smith i la discogràfica i problemes econòmics que portaren a la dissolució de la banda a mitjan 1972.

### Primera reunió
Durant la separació, Hammill havia emprès la seva carrera en solitari, però la separació havia estat amigable i la resta de membres havien contribuït en el seu projecte i tots havien mantengut el contacte. Quan, el febrer de 1975, tots se sentiren preparats per reprendre el projecte en comú, la banda es va reunir. El retorn es produí amb ànims renovadors i la intenció de crear nous temes amb sons innovadors. Banton canvià d'orgue i passà a emprar un Hammond C3, i Hammill començà a tocar la guitarra elèctrica, absent anteriorment.
Just després d'una gira per Itàlia i una altra per França aparegué el seu cinquè disc, Godbluff, en què destaca l'ús del clavinet Hohner per part de Hammill; i l'abril de 1976 la banda tragué el sisè, Still Life. Conclogué un productiu 1976 l'aparició del setè àlbum d'estudi, World Record, el desembre. Just després, Banton anuncià que abandonava la banda, i el gener de 1977 el substituí Nic Potter, que es reincorporà després d'uns anys; també s'incorporà el violinista Graham Smith. Més tard, Jackson també abandonà la banda, ja molt modificada respecte de la formació clàssica, que s'hagué de reinventar per tocar en la gira de la primavera de 1977. Charles Dickie s'incorporà a l'agost al violoncel i els teclats. El setembre del mateix any aparegué el seu vuitè àlbum, The Quiet Zone/The Pleasure Dome, amb notables canvis en el seu estil. El gener de 1978 enregistraren un directe que aparegué en forma d'àlbum doble amb el nom de Vital, però els problemes econòmics i la manca de suport de la discogràfica provocà la ruptura definitiva del grup abans que el disc sortís a la venda el juliol.

### Segona reunió
Tot i la separació, no hi hagué un trencament entre els membres del grup, que continuaren de col·laborar, particularment en la carrera en solitari de Hammill, però també en concerts esporàdics. En concret, després d'un concert al Queen Elizabeth Hall el 2003 (vint-i-cinc anys després de separar-se), reaparegué la possibilitat d'una segona reunió. A mitjan 2004 començaren a compondre nou material, i l'abril de 2005 sortí el nou disc, Present, amb crítiques favorables. El concert d'estrena al Festival Hall el seguí una gira europea al llarg de tot l'estiu i tardor.
No obstant això, després de la gira, Jackson abandonà el projecte; segons Hammill, per desavinences amb la resta de membres en la concepció del nou projecte. Després d'una gira per Europa el 2007, el grup enregistrà un nou disc, Trisector, aparegut el març de 2008, amb concerts per Europa i el Japó al llarg de tot l'any també per Nord-amèrica el següent.
La primavera del 2010 enregistraren un nou disc, A Grounding in Numbers, aparegut el 14 de març de 2011. Del material d'aquella època també sortí Live at Metropolis Studios 2010, amb dos CDs i un DVD, publicat el 4 de juny de 2012. El mateix juny aparegué un nou disc, ALT, amb pistes descartades de discs anteriors i improvisades.
El 2015 el grup va llançar un directe, Merlin Atmos, amb interpretacions de la gira de 2013, i After the Flood, un recopilatori amb directes de la BBC de les dues primeres etapes.
El seu darrer disc d'estudi, Do Not Disturb, va aparèixer el setembre de 2016.

## Estil
Per context històric i per estil musical, la crítica musical sempre ha considerat Van der Graaf Generator com un grup de rock progressiu. El seu so és enèrgic, a vegades comparable a King Crimson, complex i filosòfic. Tot i que en els seus inicis desprenia una atmosfera més pastoral, en part gràcies a l'ús de la guitarra acústica, va anar evolucionant cap a un so més fosc semblant al de King Crimson. D'entre les seves influències, els seus membres han declarat el blues de final dels seixanta i Jimi Hendrix, i hom els ha comparats amb grups com King Crimson o els alemanys Can. Existeix una comparació amb els també progressius Genesis, que tot i que tenen un so força diferent comparteixen el fet de ser companys de discogràfica (Charisma Records) i companys de mànager (Tony Stratton-Smith), cosa que els ha fet participar en diversos festivals plegats; no obstant això, les diferències són visibles i els mateixos Van der Graaf Generator han declarat que Genesis són un conjunt més pensat pel succés comercial.

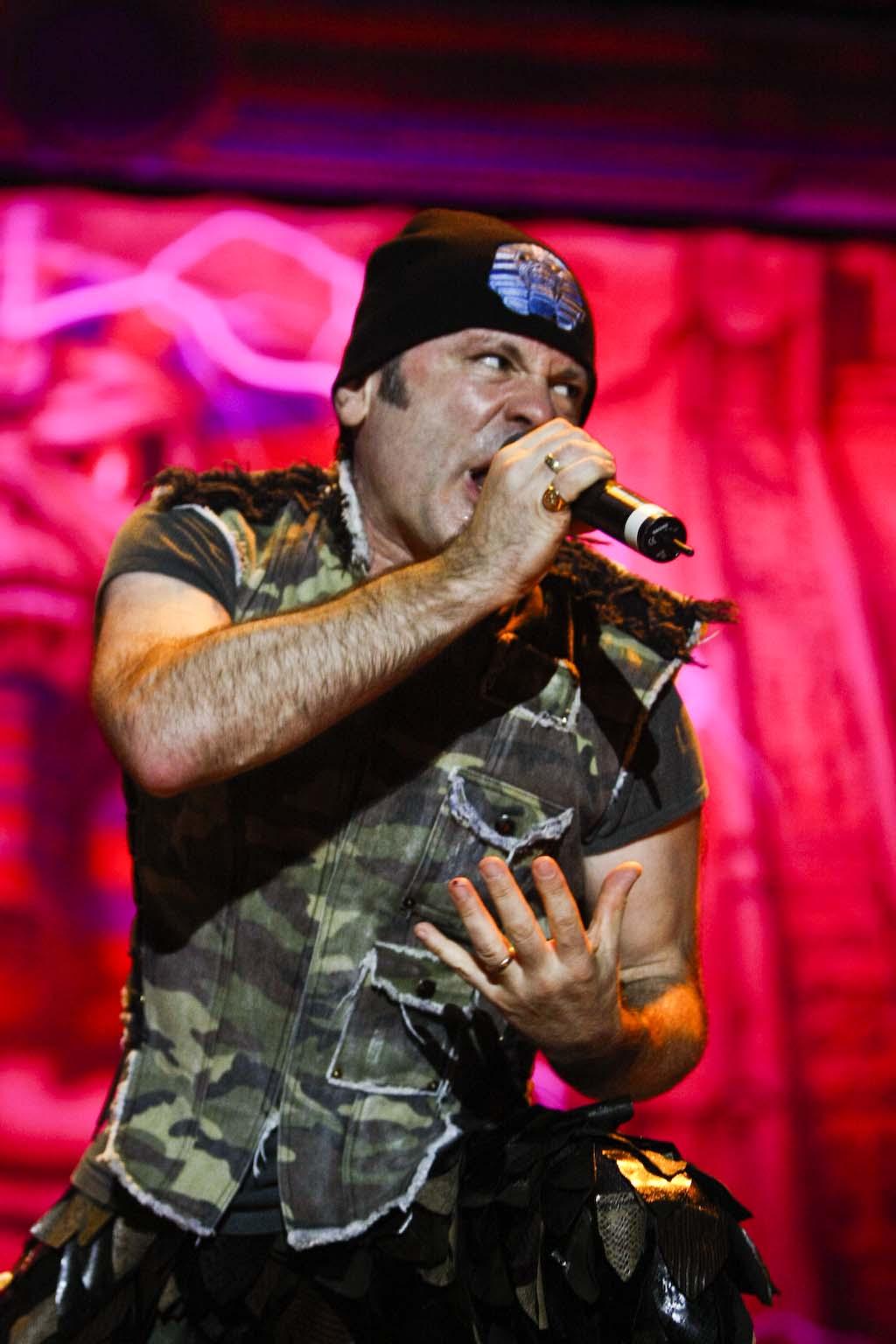
Bruce Dickinson, cantant d'Iron Maiden, fan declarat de Van der Graaf Generator

Pel que fa a les lletres, escrites sempre per Hammill, tracten temes com la mort, per mor del seu interés per escriptors com ara Robert A. Heinlein i Philip K. Dick, però també pel seu tarannà obsessiu confés. Respecte a la música, per bé que el principal compositor és el mateix Hammill, el grup posa èmfasi en el component democràtic, i insisteixen que els arranjaments sempre són col·lectius i que es tracta de peces de composició col·lectiva.
La veu de Hammill és un dels altres trets distintius de la banda, que hom ha comparat amb la versió masculina de la cantant Nico. Per la seva banda, Hugh Banton, a diferència d'altres teclistes anàlegs com Rick Wakeman o Keith Emerson, és un organista de formació, amb influències principalment de la música clàssica i la música eclesiàstica, cosa que contribueix a la caracterització del so del grup.

## Influència
Tot i no haver estat gaire mediàtics fora de la Itàlia dels anys setanta, han inspirat músics i bandes com ara Rush, John Lydon, Marc Almond, Graham Coxon, Luca Prodan, Mark E. Smith, John Frusciante i Bruce Dickinson.
També han estat una influència pel gènere neoprogressiu aparegut els anys vuitanta amb Marillion com a representants més significatius: de fet, l'estil de Hammill és una de les influències principals de Fish, el cantant de Marillion, i va participar en la gira del primer disc de Marillion.

## Membres
| Actuals - Peter Hammill – cantant, guitarrista, piano elèctric i acústic, teclats(1967–1972, 1975–1978, 2005–actualment) - Hugh Banton – orgue, teclats, baix, segones veus (1968–1972, 1975–1976, 2005–actualment) - Guy Evans – bateria, percussió (1968–1972, 1975–1978, 2005–actualment) | Antics - Chris Judge Smith – bateria, percussió, instruments de vent, primeres i segones veus (1967–1968) - Nick Pearne – orgue (1967–1968) - Keith Ellis – baix (1968–1969; mort el 1978) - Nic Potter – baix, guitarra (1969–1970, 1977–1978; mort el 2013) - David Jackson – saxòfons, flauta, segones veus (1969–1972, 1975–1977, 1978 (convidat a dos concerts), 2005–2006) - Graham Smith – violí (1977–1978) - Charles Dickie – violoncel, teclats (1977–1978) |

## Discografia
- The Aerosol Grey Machine (1969)
- The Least We Can Do Is Wave to Each Other (1970)
- H to He, Who Am the Only One (1970)
- Pawn Hearts (1971)
- Godbluff (1975)
- Still Life (1976)
- World Record (1976)
- The Quiet Zone/The Pleasure Dome (1977)
- Present (2005)
- Trisector (2008)
- A Grounding in Numbers (2011)
- ALT (2012)
- Do Not Disturb (2016)[51]